# 이다솔
이다솔(1994년 11월 7일~)은 대한민국의 방송인이다.
2016년 7월 중순에서부터 같은 해 8월까지 한달 동안을 광주 지역의 민영방송 KBC(광주방송)의 TV 프로그램 《빛날 날빛》을 통하여 TV 방송 리포터로 첫 선을 뵌 이후, 같은 해 9월부터 11월까지 두달 동안을 전북 전주 지역의 민영방송 JTV(전주방송)의 TV 프로그램 《K-할매 소셜 클럽》을 통하여 TV 리포터 활약한 이후, 2017년 1월 초순에서부터 이듬해 2018년 4월 말순까지 1년 3개월 동안 KBS 한국방송공사 리포터로 잠시 활동하였었고, 2018년 5월 말순에서부터 2년 6개월 이후 2020년 11월 말순까지 광주MBC 기상캐스터로 활동하였었다.

## 출연 작품
- 광주KBC 《빛날 날빛》
- 전주JTV 《K-할매 소셜클럽》
- KBS 《남북의 창》 리포터
- 광주MBC 《본방을 보자》